# 565-й истребительный авиационный полк ПВО
565-й истребительный авиационный полк ПВО (565-й иап ПВО) — воинская часть истребительной авиации ПВО, принимавшая участие в боевых действиях Великой Отечественной войны.

## Наименования полка
- 565-й истребительный авиационный полк[1][2].
- 565-й истребительный авиационный полк ПВО[1][2];
- Войсковая часть (полевая почта) 10335[1][2].

## История и боевой путь полка
565-й истребительный авиационный полк сформирован на основании директивы штаба МВО № 0107440 от 18.09.1941 г. в период с 18 по 22 сентября 1941 года в составе 6-го истребительного авиакорпуса ПВО Московской зоны ПВО на аэродроме Раменское на основе 35-го, 124-го и 17-го истребительных авиационных полков по штату 015/174 на самолётах МиГ-3.
С 23 сентября 1941 года полк в составе 6-го истребительного авиакорпуса ПВО Московской зоны ПВО вступил в боевые действия против фашистской Германии и её союзников на самолётах ЛаГГ-3. Полк осуществлял прикрытие города и военных объектов Москвы с воздуха, помимо выполнения задач ПВО вылетал на прикрытие своих войск, штурмовку войск противника, действуя в интересах командования наземных фронтов.
27 сентября 1941 года полк передал одну эскадрилью (10 экипажей с матчастью) в состав 35-го истребительного авиационного полка.
Первая известная воздушная победа полка в Отечественной войне одержана 6 ноября 1941 года: младший лейтенант Черномаз в воздушном бою в районе западнее города Наро-Фоминск сбил немецкий бомбардировщик Junkers Ju 88.
В январе 1942 года 1-я эскадрилья полка перевооружена с МиГ-3 на бипланы И-153, для чего из состава 309-го истребительного авиационного полка прибыли 6 лётчиков с самолётами. 5 апреля 1942 года полк вместе с 6-м истребительным авиакорпусом ПВО вошёл в состав войск Московского фронта ПВО.
В сентябре 1942 года 1-я эскадрилья вновь вооружена истребителями МиГ-3. 9 июня в связи с преобразованием 6-го истребительного авиакорпуса ПВО в 1-ю воздушную истребительную армию Московского фронта ПВО вошёл во вновь сформированную в составе этого объединения 318-ю истребительную авиадивизию ПВО.
4 июля 1943 года Московский фронт ПВО преобразован в Особую Московскую армию ПВО в составе Западного фронта ПВО. 1 октября 1943 года полк исключён из действующей армии. 24 декабря 1944 года из расформированной Особой Московской армии ПВО вместе с 318-й истребительной авиационной дивизией ПВО передан в состав войск Центрального фронта ПВО.
В декабре 1943 года полком получены 2 американских истребителя «Аэрокобра» для переучивания, но перевооружение полка не состоялось. 15 апреля 1944 года получены 15 истребителей Ла-5, а 11 истребителей МиГ-3 списаны по износу. 24 декабря 1944 года из расформированной Особой Московской армии ПВО вместе с 318-й истребительной авиационной дивизией ПВО передан в состав войск Центрального фронта ПВО. 16 апреля 1945 года полк переформирован по штату 015/325. В мае 1945 года получил 34 английских истребителя «Спитфайр»-IX.
День Победы 9 мая 1945 года полк встретил на аэродроме Кубинка.
Всего в составе действующей армии полк находился: с 23 сентября 1941 года по 1 октября 1943 года.
Всего за годы войны полком:
- Совершено боевых вылетов — 2120, из них:
  - на штурмовку — 27;
  - на прикрытие войск и патрулирование — 1828;
  - на разведку — 65;
  - на сопровождение — 200.
- Проведено воздушных боёв — 34.
- Сбито самолётов противника — 5, из них:
  - бомбардировщиков — 3;
  - разведчиков — 2.
- Уничтожено при штурмовках:
  - автомашин — 16
  - танков — 2
- Свои потери:
  - лётчиков — 6 (боевые — 3; небоевые — 3);
  - ИТС — 1 (боевые);
  - самолётов — 11 (боевые — 5; небоевые — 6).

## Командир полка
- майор, подполковник Комаров Арсений Романович[1], 18.09.1941 — 10.02.1944
- майор Шишов Владимир Александрович[1], 11.02.1944 — 03.1945
- майор Синеквич Василий Фёдорович[1], 03.1945 — 05.02.1946

## Послевоенная история полка
После войны полк продолжал входить в состав 318-й истребительной авиационной дивизии ПВО и выполнять задачи по противовоздушной обороне города Москвы.
Директивой ГШ КА № орг/10/88861сс от 15.12.1945 года 565-й истребительный авиационный полк расформирован в период с 25 января по 5 февраля 1946 года в составе 318-й истребительной авиационной дивизии ПВО 19-й воздушной истребительной армии ПВО Центрального округа ПВО на аэродроме Кубинка.

## Лётчики-асы полка
Лётчики-асы полк, сбившие более 5 самолётов противника в воздушных боях.
| Фамилия, имя отчество        | Награды | Сбито самолётов (+ в группе) | Примечание |
| ---------------------------- | ------- | ---------------------------- | --- |
| Даргис Павел Никодимович     |         | 5 + 6                        | Лётчик полка: февраль — август 1942 г. Боевых вылетов: 196; воздушных боёв: 45 |
| Елдышев Анатолий Алексеевич  |         | 11 (16) + 2 (7)              | Лётчик полка: сентябрь 1941 — январь 1942. Боевых вылетов: около 300; воздушных боёв: около 20. Пропал без вести 17 декабря 1943 г. Не вернулся с боевого задания. По Представлению к званию ГСС, имел боевой счёт 16 + 7 на 19.05.1943, но это не подтверждается какими-либо оперативными и отчётными документами |
| Мурашкин Яков Андреевич      |         | 16 + 0                       | Лётчик полка: сентябрь 1941 — октябрь 1942. Боевых вылетов: около 250. Погиб 26 августа 1946 г. Разбился в авиационной катастрофе. 19.03.1945 подбит зенитной артиллерией противника, совершил вынужденную посадку, попал в плен, освобождён после войны.                                                          |
| Шишов Владимир Александрович |         | 13 + 0                       | Лётчик полка: ноябрь 1941—1942. Командир полка Боевых вылетов: 300. Умер 9 мая 1969 г. |